# Каракия
Каракия (на казахски: Қарақия ойпаты) е карстова падина на полуостров Мангишлак в Казахстан, разположена близо до Каспийско море, на около 50 km от град Актау. Депресията е пета по дълбочина в света, разположена на 132 метра под морското равнище и е най-ниската точка в страната. Има овална форма и асиметрични склонове, дължината ѝ е 85 km, а ширината – 25 km.

## Наименования
Името на падината е свързано с тюркските езици, където „кара“ означава черен, а „кия“ – стръмен склон. В превод се получава „стръмен черен склон“. Депресията е известна също като Каракийска депресия и Каракийска падина. На нейно име е кръстен един от районите в Мангистауска област. В падината тече поток от солена вода, чийто извор се намира на дъното на сондажен кладенец. В югозападната част на депресията си намира пресъхващото езеро Батир („Храбрият войн“) с максимална площ от 141 km2 и водосборен район от 6390 km2. При пресъхването, дъното му се покрива със солончак. Батир е още едно от наименованията на падината.

## Формиране
В далечното минало Каракия е била част от Каспийско море и е образувала едноименен залив. Каракия е показана именно като залив на картата, изработена от изследователя на източните каспийски брегове от 18 век Александър Бекович-Черкаски. На североизточния склон на падината са разкрити жилища на древни обитатели.
Каракия е част от платото Устюрт със скални масиви, съставени от неогенски седименти. Горната част на басейна се състои от здрав сарматски варовик, а централната – от меки, лесно ронливи глинести скали. Образуването ѝ е свързано с карстовите процеси по бреговете на Каспийско море и е формирана след ерозия на скалите в района. Същността на карстовия процес е свързана с размиващата и разтваряща дейност на подземните води, които се просмукват в пукнатините между преобладаващите варовик, доломит и гипс. Те постепенно разтварят част от скалите, разширяват пукнатините и формират дълбока и тясна пропаст. С разширяването на стените и леглата на вдлъбнатините се създават огромни фуниеобразни образувания, понори и пещери, които впоследствие се срутват под натиска на собственото си тегло. Този процес се повтаря непрекъснати и затрупва лежащите на дъното скални породи. В резултат се е получила огромна падина, запълнена с натрошени скали. В нея се наблюдават дупки, слепи долини, ниши, кухини, пещери, проходи, естествени кладенци. Тези процеси не са преустановени и продължават и в наше време, като променят релефа на Каракия, формирайки первази, клисури, оврази, долове, дерета и други земни форми.

## Влияние върху климата
В продължение на няколко години казахстанските учени провеждат изследвания в Каракия и доказват, че почти безводната депресия представлява природен генератор на дъждовни облаци. В резултат на възходящи въздушни течения през лятото, над падината се образуват многокилометрови облаци. Процесът е доказан с наблюдения и фотоснимки на терен, както и снимки, получени от изкуствените спътници.

## Флора и фауна
Падината е населена със змии, зайци, лисици, корсаци, муфлони. От птиците най-впечатляващи са лешоядите. Каракия е богата на гъби, но в нея виреят само печурки.